# Himopolynema aequum
Himopolynema aequum är en stekelart som först beskrevs av Girault 1920.  Himopolynema aequum ingår i släktet Himopolynema och familjen dvärgsteklar. Inga underarter finns listade i Catalogue of Life.